# Steven Kistler
Pour les articles homonymes, voir Kistler.
Samuel Stephens Kistler (né le 26 mars 1900 – mort le 6 novembre 1975) est un ingénieur chimiste américain surtout connu pour avoir inventé les aérogels.

## Biographie
Kistler naît à Cedarville (Californie). Alors qu'il est âgé de 12 ans, sa famille déménage à Santa Rosa. C'est à cette époque qu'il développe un certain intérêt pour la chimie.
En 1917, il est admis à l'Université du Pacifique, où il veut apprendre le violoncelle, puis planifie de faire des études en agriculture. Finalement, il suivra tous les cours de sciences qui sont offerts, puis, après trois ans, intègre l'Université Stanford où il obtient un B.A. en chimie, puis se spécialise en ingénierie chimique.
Après avoir travaillé un temps pour la Standard Oil Company of California, il retourne à l'Université du Pacifique, cette fois pour y enseigner la chimie. En 1931, il est transféré à l'Université de l'Illinois à Urbana-Champaign.

## Aérogels
Les circonstances exactes de l'invention des premiers aérogels sont mal connues. Une histoire populaire affirme qu'ils sont le résultat d'un pari fait par Kistler et Charles Learned au cours des années 1920 sur ce « [...] qui pourrait remplacer le liquide à l'intérieur d'un bocal de gel, par du gaz, sans qu'il se rétracte »,. Dans tous les cas, en 1931, Kistler publie l'article fondateur Coherent Expanded Aerogels and Jellies (d) dans la revue Nature.
En 1935, il démissionne de son enseignement à l'Université de l'Illinois. Au début des années 1940, il signe un contrat avec Monsanto afin de développer des aérogels de dioxyde de silicium sous le nom de marque Santocel.
En 1952, Kistler accepte un poste de doyen à l'University of Utah College of Engineering (en).
Kistler meurt à Salt Lake City en novembre 1975, peu après un intérêt nouveau pour les aérogels suscité par la découverte de nouvelles méthodes de fabrication par des équipes de chercheurs menées en France par Stanislaus Teichner (d).